# Черепанин Василь Миронович
Василь Черепанин (17 червня 1980,Івано-Франківськ, УРСР) — культуролог, кандидат філософських наук. 

## Біографія
Народився 17 червня 1980 року в Івано-Франківську на Прикапратті в родині музиканта Мирона Черепанина.  Закінчив Національний університет «Києво-Могилянська академія» (2001 р. — бакалавр, 2003 р. — магістр). Під час навчання в університеті почав публікуватися, зокрема в часописі «Ї».
14 лютого 2008 року в Київському національному університеті імені Тараса Шевченка захистив дисертацію на здобуття наукового ступеня кандидата філософських наук: «Трансформація візантійського іконографічного канону в мистецтві некласичної естетики».
Очолює Центр візуальної культури з часу його заснування в жовтні 2008 року. У 2012 році, під час конфлікту з президентом НаУКМА Сергієм Квітом, тимчасово зняв із себе повноваження керівника.
23 вересня 2014 року на Контрактовій площі в Києві семеро невідомих у камуфляжній формі напали на Василя Черепанина й побили на очах у перехожих.

## Вибрані праці
- Еволюція і трансформація іконографічного канону в українському аванґарді // Гуманітарні науки. 2002. № 1;
- Ікона в контексті аванґардного мистецтва: до постановки питання // Наук. зап. НаУКМА. Сер. Теорія та історія культури. 2004. Т. 24;
- Практики тілесності в сучасному мистецтві: Боді-арт і випадок Олега Кулика // Там само. 2005. Т. 40;
- Сучасне мистецтво і політичне: проблеми взаємовпливу // Там само. 2006. Т. 49;
- Післясмак антисемізму: фокус: інші в медіа // Телекритика. 2009. № 4; Ренаціоналізація соціального простору // Спільне. Трансформація міського простору. 2010. № 2;
- Майдан: повернення Європи // Політ. критика. 2014. № 5.